# Трошков, Александр Данилович
Александр Данилович Трошков (1904—1946) — рядовой Советской Армии, участник Великой Отечественной войны, Герой Советского Союза (1945).

## Биография
Александр Трошков родился в 1904 году в посёлке Беруни (ныне — город в составе Каракалпакстана). После окончания пяти классов школы работал в колхозе. В 1943 году Трошков был призван на службу в Рабоче-крестьянскую Красную Армию. С октября того же года — на фронтах Великой Отечественной войны.
К декабрю 1944 года красноармеец Александр Трошков был наводчиком пулемёта пулемётной роты 1-го стрелкового полка 99-й стрелковой дивизии 46-й армии 2-го Украинского фронта. Отличился во время освобождения Венгрии. 5 декабря 1944 года Трошков одним из первых переправился через Дунай в районе деревни Мариахаза в 3 километрах к северу от города Эрчи и лично подавил три вражеские огневые точки, сам был ранен, но продолжал сражаться.
Указом Президиума Верховного Совета СССР от 24 марта 1945 года красноармеец Александр Трошков был удостоен высокого звания Героя Советского Союза с вручением ордена Ленина и медали «Золотая Звезда».
За отличие при форсировании Дуная Указом от 24.03.1945 года Золотой Звездой Героя Советского Союза наградили ещё 14 воинов  из 2-го стрелкового батальона 1-го стрелкового полка старшего лейтенанта Забобонова Ивана Семеновича, в том числе: старшего лейтенанта Милова Павла Алексеевича, старшего лейтенанта Чубарова Алексея Кузьмича, лейтенанта Храпова Николая Константиновича, лейтенанта Колычева Олега Федосеевича, младшего лейтенанта Кутуева Рауфа Ибрагимовича, старшего сержанта Шарпило Петра Демьяновича, сержанта Ткаченко Ивана Васильевича, сержанта Полякова Николая Федотовича, рядового Зигуненко Ильи Ефимовича, рядового Остапенко Ивана Григорьевича, рядового Мележика Василия Афанасьевича, рядового Зубовича Константина Михайловича...
Скоропостижно скончался 13 апреля 1946 года.

## Память
В честь Трошкова названы улица и школа в Беруни.